# Sars-Poteries
Sars-Poteries ist eine französische Gemeinde mit 1.411 Einwohnern (Stand: 1. Januar 2022) im Département Nord in der Region Hauts-de-France. Sie gehört zum Arrondissement Avesnes-sur-Helpe und zum Kanton Fourmies. Die Einwohner werden Sarséens genannt.

## Geographie
Die Gemeinde Sars-Poteries liegt im Regionalen Naturpark Avesnois, etwa zwölf Kilometer südsüdöstlich von Maubeuge und zehn Kilometer westlich der Grenze zu Belgien. Nachbargemeinden von Sars-Poteries sind Dimont im Norden, Lez-Fontaine im Norden und Nordosten, Solre-le-Château im Nordosten und Osten, Felleries im Süden sowie Beugnies im Westen. Durch die Gemeinde führt die frühere Route nationale 362 (heutige D 962). 

## Bevölkerungsentwicklung
| Jahr                       | 1962 | 1968 | 1975 | 1982 | 1990 | 1999 | 2006 | 2013 | 2021 |
| Einwohner                  | 2029 | 1863 | 1766 | 1655 | 1496 | 1541 | 1490 | 1503 | 1420 |
| Quellen: Cassini und INSEE |      |      |      |      |      |      |      |      |      |

## Sehenswürdigkeiten
- Menhir Pierre de Dessus-Bise, Monument historique
- Kirche Saint-Martin
- Glasmuseum

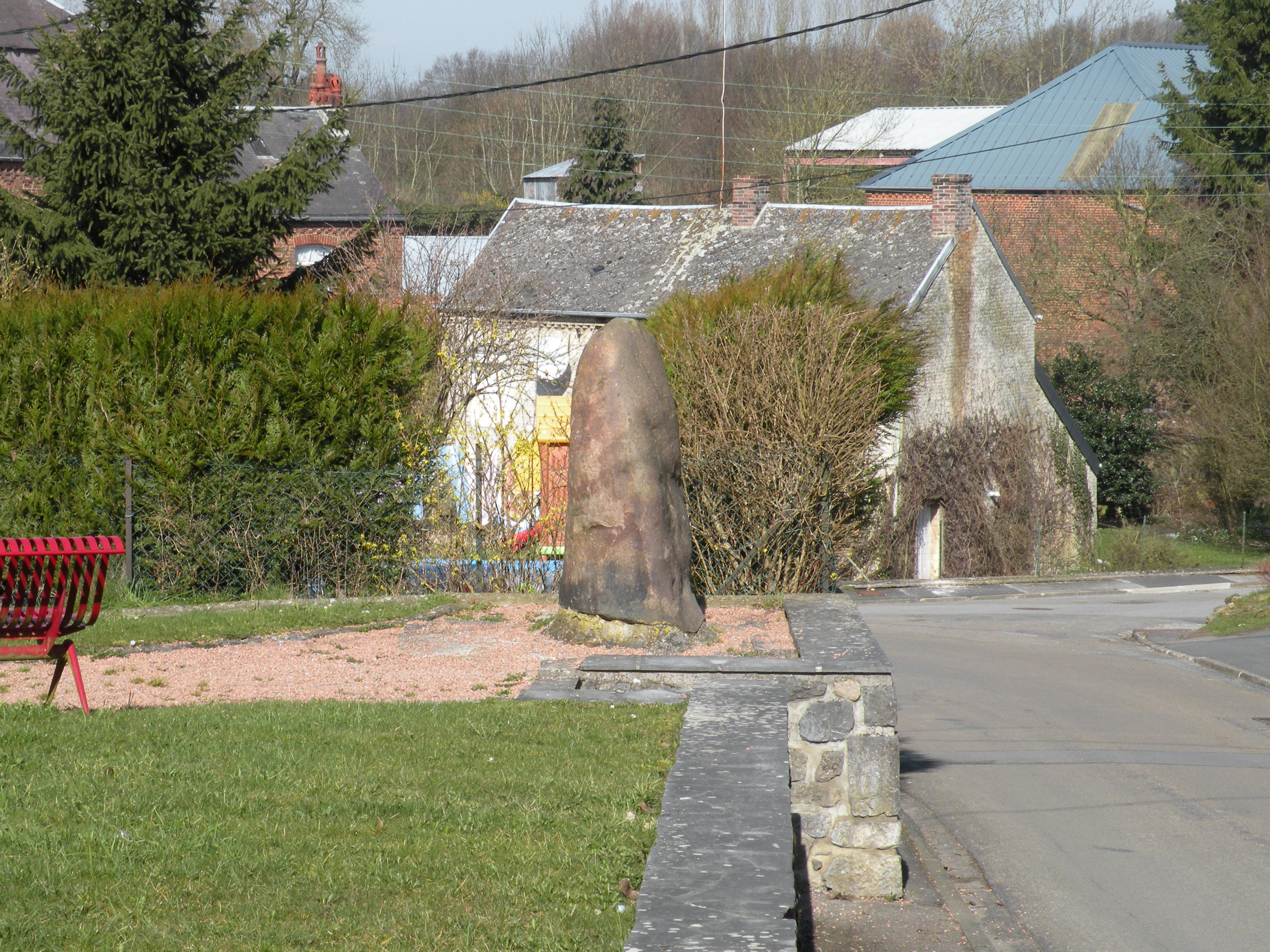
Menhir
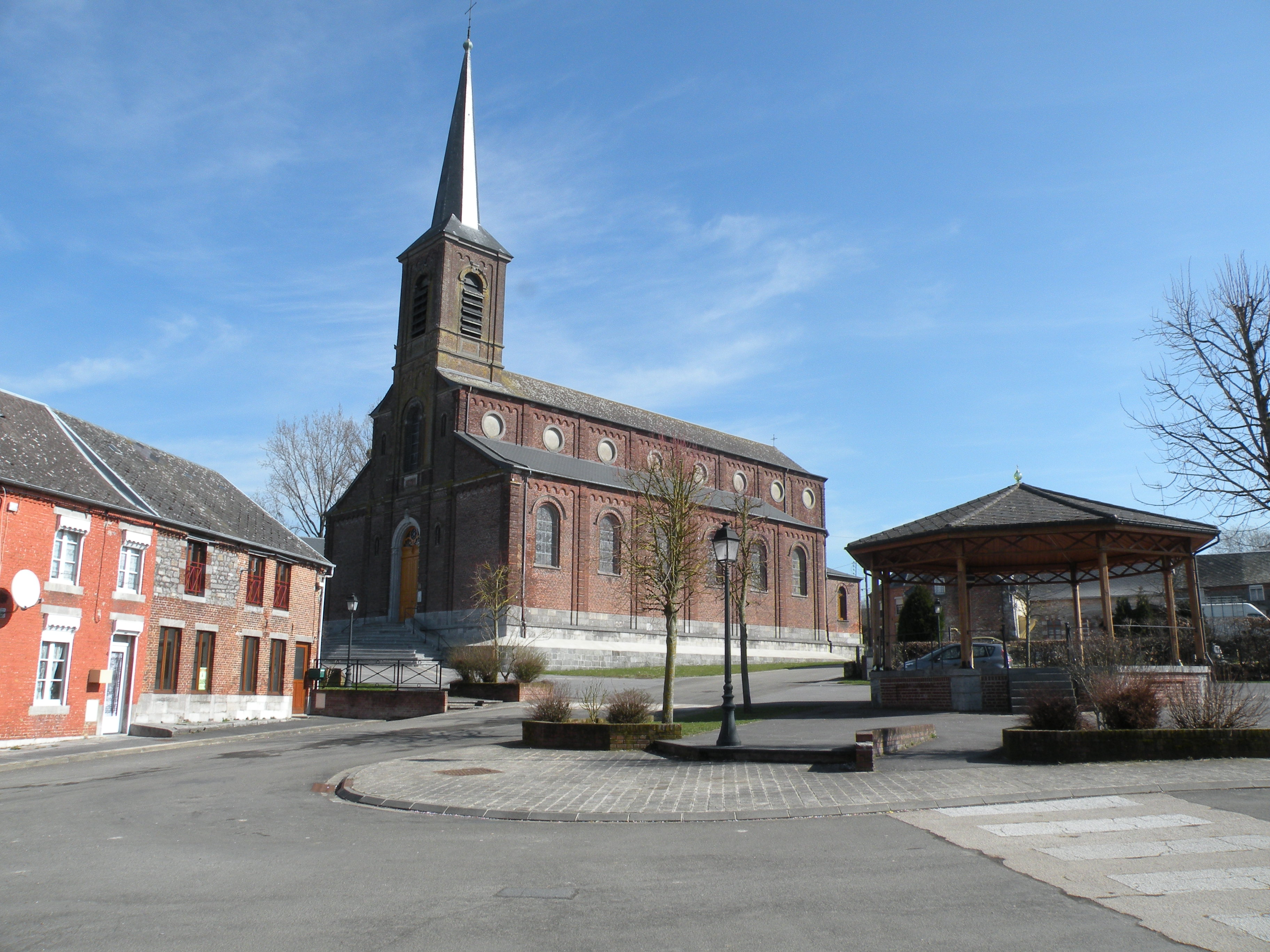
Kirche Saint-Martin
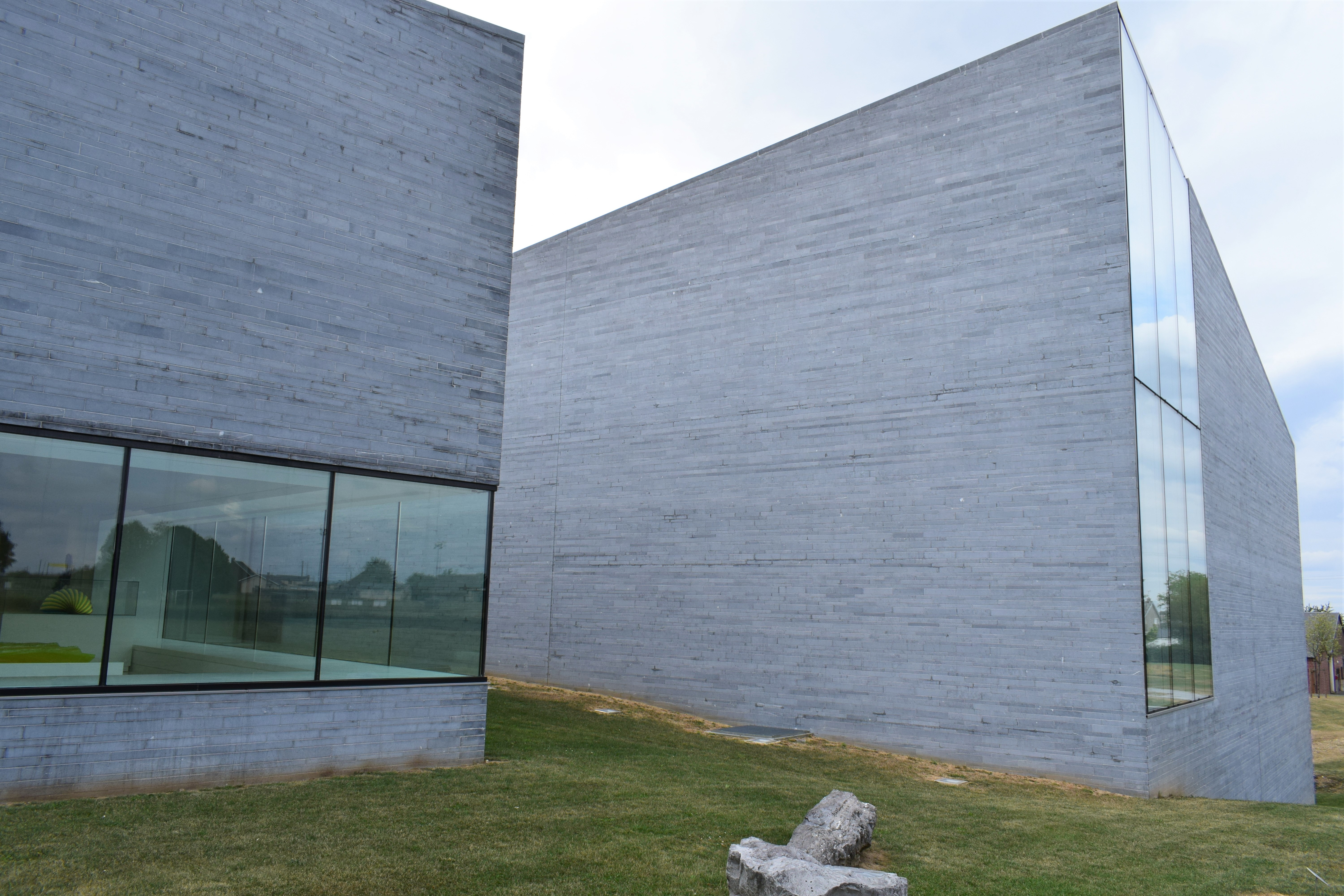
Glasmuseum
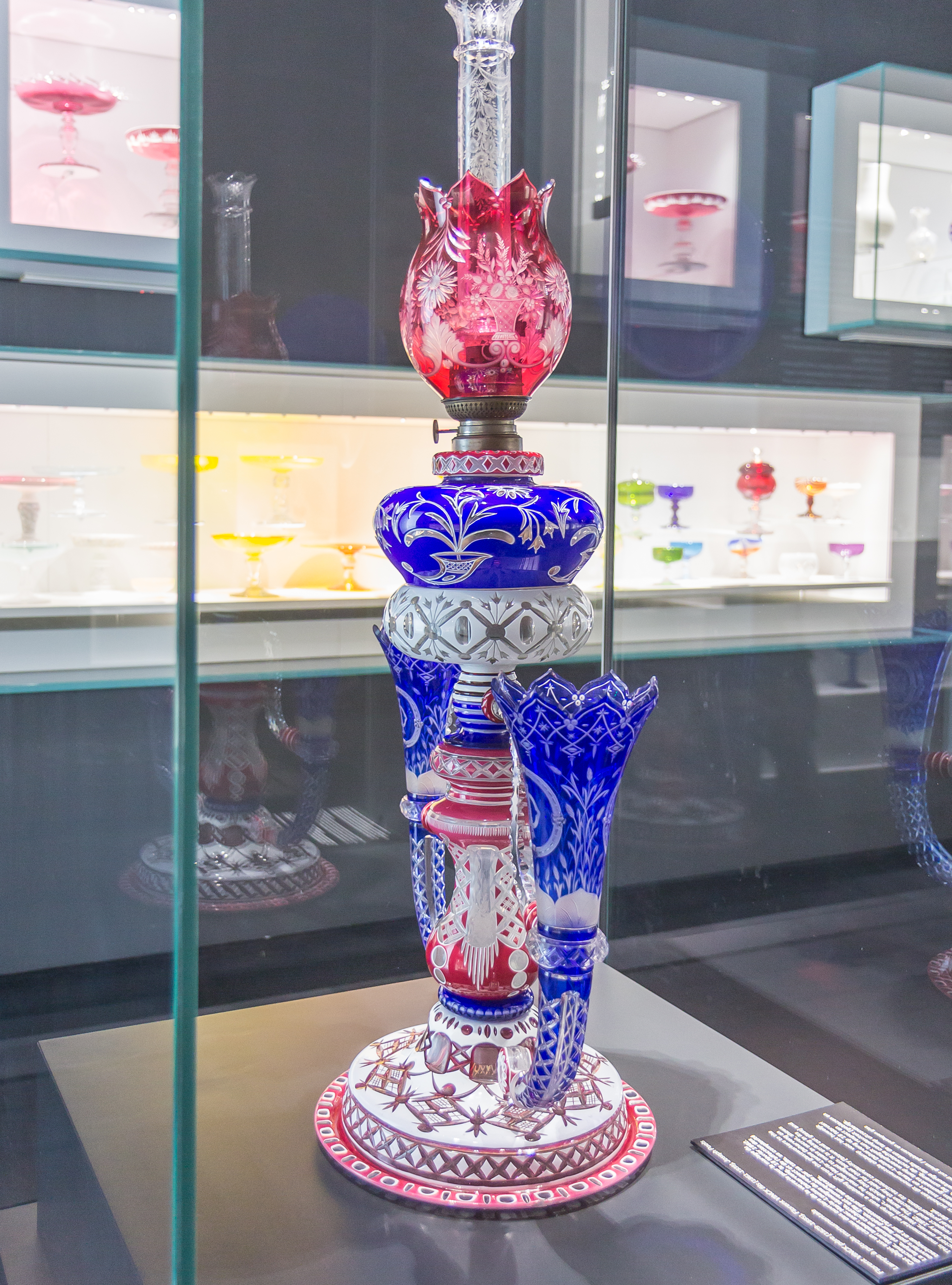
Exponate im Glasmuseum
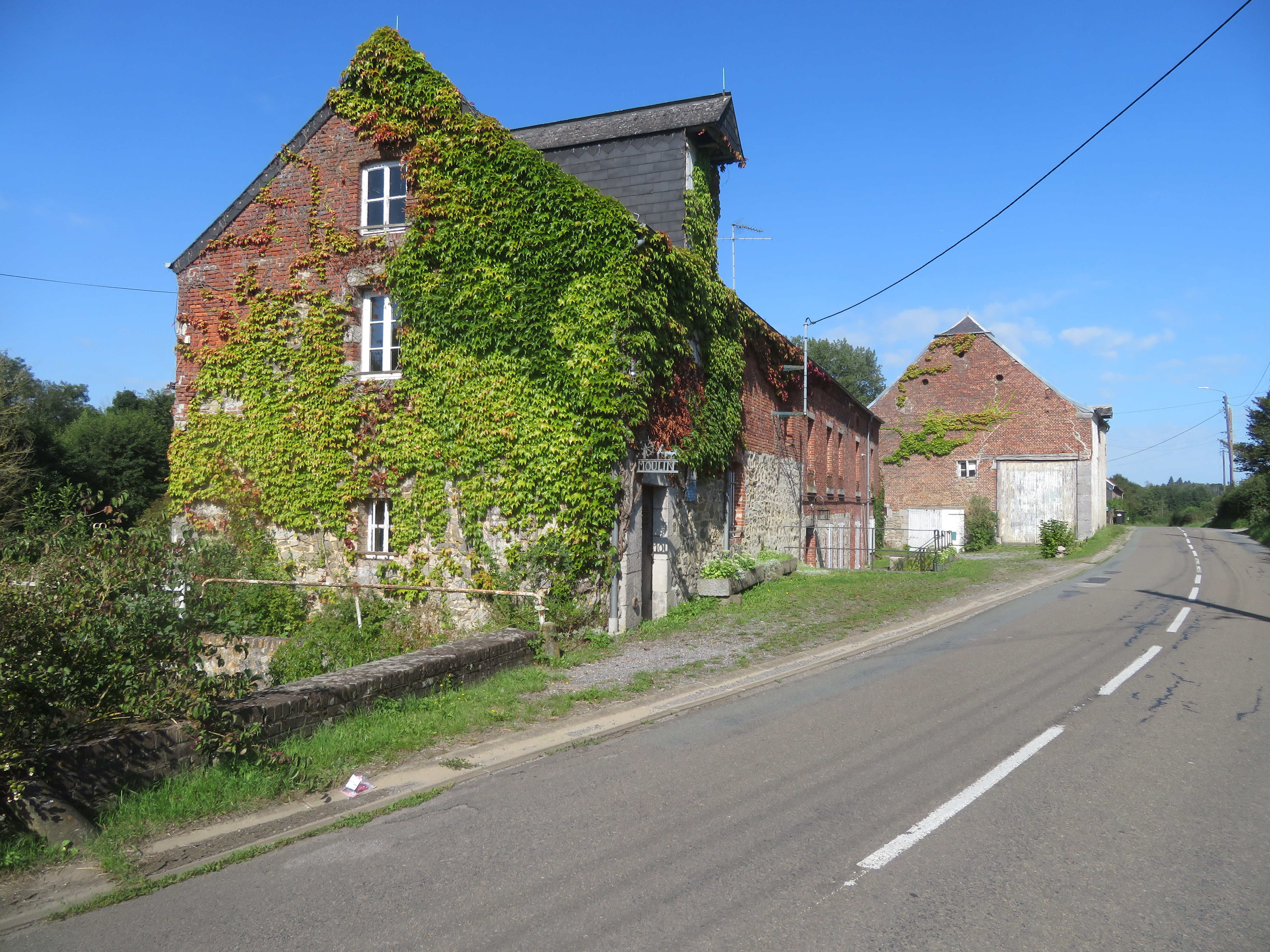
Wassermühle Delmotte
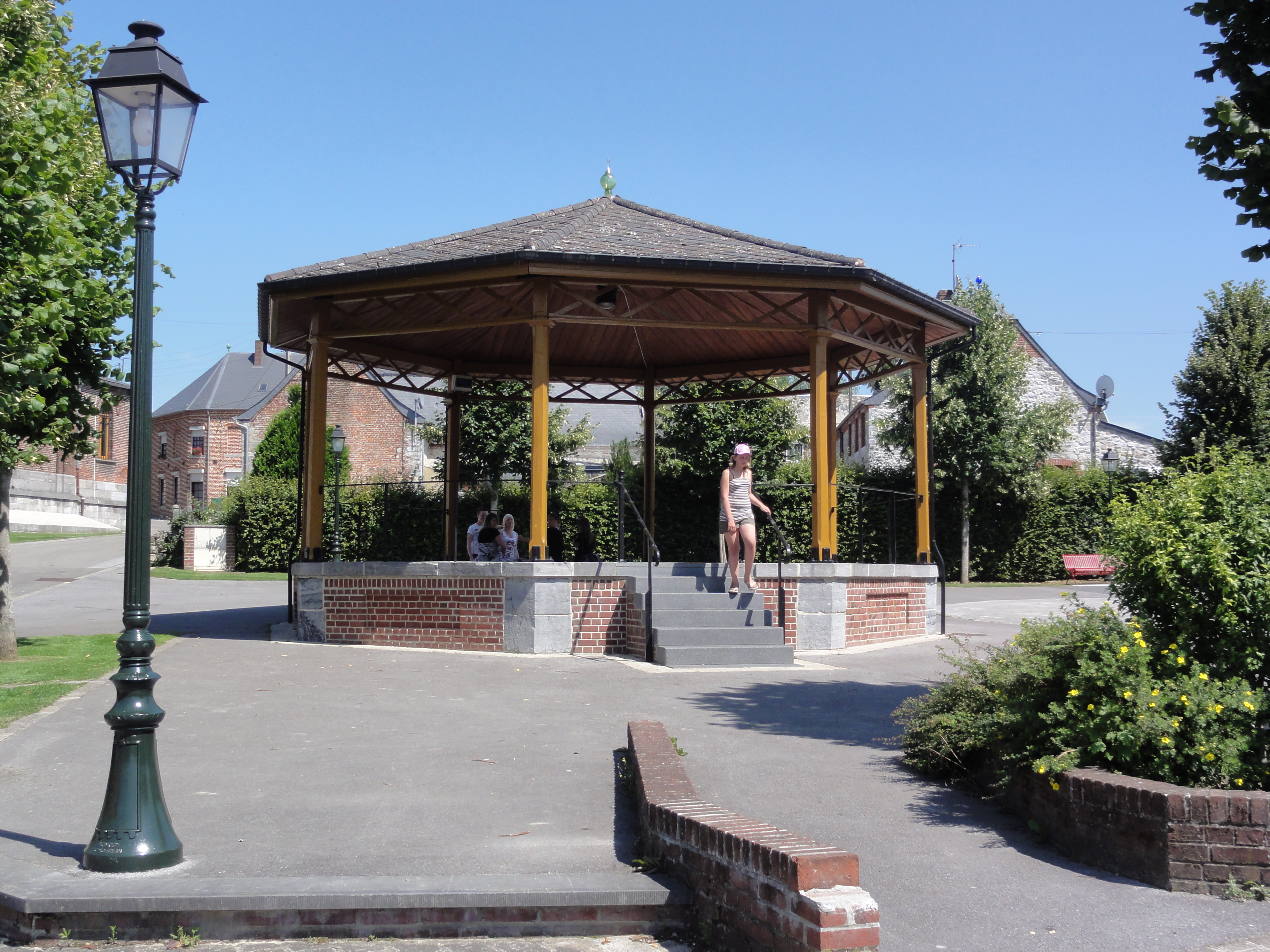
Musikpavillon
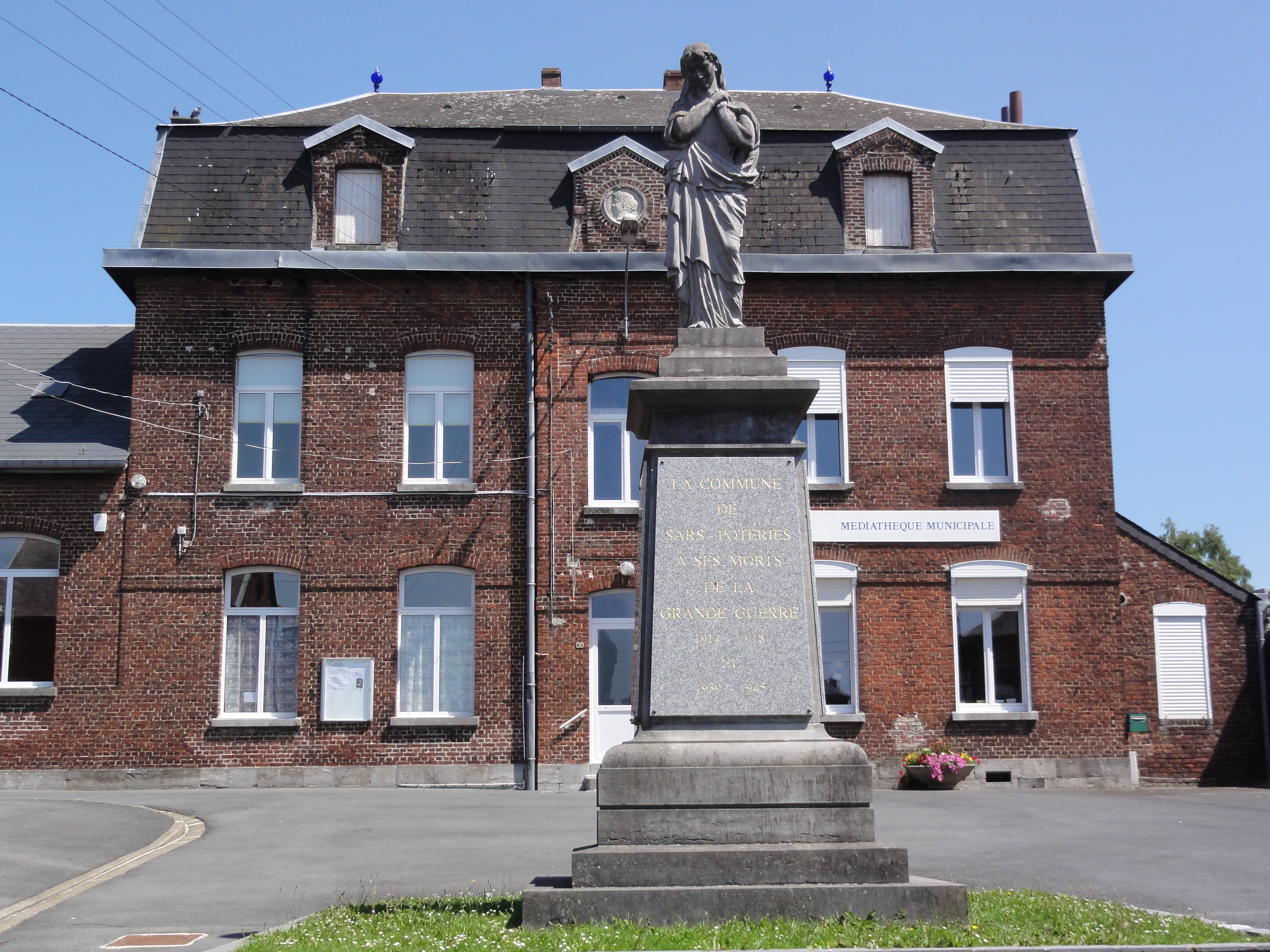
Gefallenendenkmal vor der Mediathek